# منتخب زامبيا لاتحاد الرغبي للسيدات
منتخب زامبيا لاتحاد الرغبي للسيدات (بالإنجليزية: Zambia women's national rugby union team)‏ هو ممثل زامبيا الرسمي في المنافسات الدولية في اتحاد الرغبي في فئة رياضة نسوية. تأسس في 22 سبتمبر 2007.